# Monsters of Rock
El Monsters of Rock fue un festival de rock que se realizó en Inglaterra entre los años 1980 y 1996 —con excepción de 1989 y 1993— celebrado una vez al año en el mes de agosto en el autódromo Donington Park, al noroeste de Leicestershire. La idea del evento nació en 1979 como un concierto al aire libre de Rainbow, sin embargo, los promotores Paul Loasby y Maurice Jones optaron por crear un festival de música e invitar a las principales bandas de hard rock y heavy metal. El certamen se realizó en quince ocasiones entre 1980 y 1996, no obstante, no se llevó a cabo en 1989, porque las autoridades locales no les otorgaron los permisos luego del fallecimiento de dos fanáticos en la edición anterior; y en 1993, por la falta de artistas de renombre para liderar la versión correspondiente.
En total, 81 bandas se presentaron en el festival, siendo Metallica la que más veces tocó (1985, 1987, 1991 y 1995) y AC/DC la que más veces lideró el cartel (1981, 1984 y 1991). Tras el éxito conseguido en Inglaterra el evento se exportó a otros países europeos con el pasar de los años. Paralelo a la edición inglesa el Monsters of Rock se realizó en Alemania Occidental de manera ininterrumpida desde 1983 a 1991; en 1984 se llevó a cabo por primera vez en Suecia y en 1987 llegó a Italia. De igual manera, en 1988 se realizó por primera vez en los Países Bajos, Francia y España, mientras que en 1990 se desarrolló en Bélgica y al año siguiente llegó a Polonia, Hungría, Austria y en la ex Unión Soviética. Por su parte, en 1988 se realizó por única vez en los Estados Unidos como una extensa gira conocida como Monsters of Rock Tour '88 y en 1994 se desarrollaron las primeras ediciones latinoamericanas en Argentina, Brasil y Chile.
A principios de los años noventa la popularidad del festival comenzó a decaer paulatinamente debido a la aparición de nuevos estilos musicales. Poco a poco el público prefirió las agrupaciones de dichos estilos, las cuales no tenían interés en tocar en el Monsters of Rock y por ello, cada vez era más difícil contratar a artistas nuevos. A pesar de que se consideró realizar la versión de 1997, la productora optó por terminar el festival ante dicha problemática y con ello también culminaron los conciertos en el Donington Park. A principios de los años 2000 la música volvió al autódromo inglés, primero con el Rock and Blues Custom Bike Show Festival y el concierto A Day at the Races de Stereophonics (2001), el Ozzfest (2002) y el Download Festival (2003), considerado como el sucesor del Monsters of Rock. Asimismo, en 2006 se realizó un concierto en el National Bowl de Milton Keynes en Inglaterra con el nombre del festival y que contó con las bandas Deep Purple, Alice Cooper, Thunder, Queensrÿche, Journey, Ted Nugent y Roadstar, a modo de homenaje. Por último, en 2012 el promotor Harlan Hendrickson junto a Larry Morand y Mike London adquirieron el nombre del festival y lanzaron el Monsters of Rock Cruise, un evento que se realiza cada año desde entonces en un buque por el mar Caribe y en donde participan varias bandas de hard rock y heavy metal que lograron popularidad en la década de los ochenta.

## Historia

### Versión de 1980

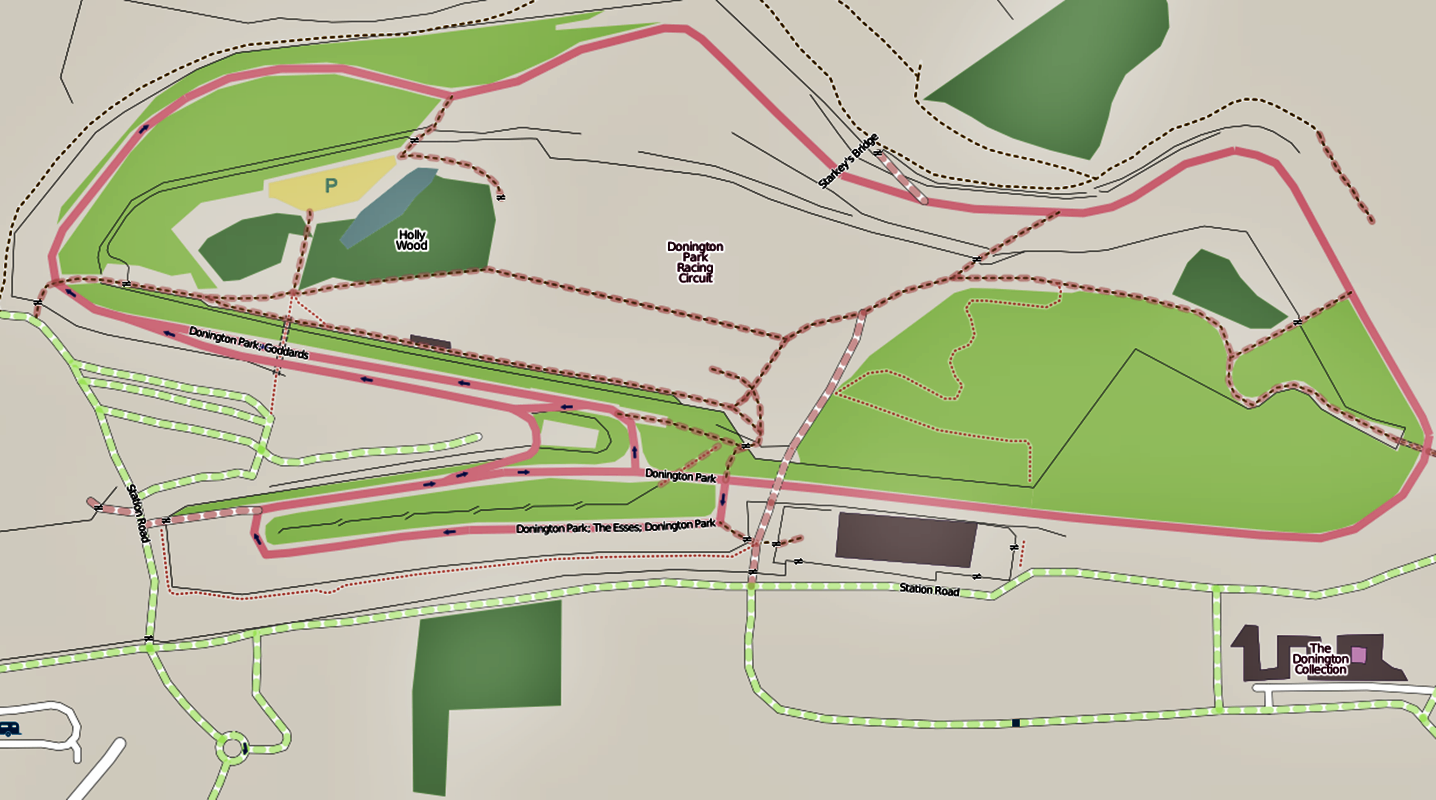
Mapa del autódromo Donington Park

En 1979, los promotores Paul Loasby y Maurice Jones eran los encargados de organizar los conciertos británicos de la banda Rainbow, quienes en septiembre del mismo año habían iniciado el tour promocional de su cuarto álbum de estudio Down to Earth. Inicialmente el evento fue concebido para que fuese el último concierto de la gira en cuestión, no obstante, a principios de 1980 ambos decidieron cambiarlo por un festival de música e invitar a las principales bandas de heavy metal y hard rock de la época. Con la idea en mente Loasby y Jones viajaron a varias ciudades del Reino Unido buscando un recinto abierto con las características que ellos querían, pero al no concretar nada, Jones propuso llamar a un conocido, Tom Wheatcroft, empresario y dueño del autódromo Donington Park ubicado cerca del pueblo Castle Donington, al noroeste de Leicestershire. El recinto estaba situado cerca de las principales carreteras y vías ferroviarias, por lo que su fácil acceso era una de sus principales ventajas, además, la inclinación del terreno hacía de anfiteatro natural para que el público viera sin problemas el concierto. La fecha escogida para su realización fue el sábado 16 de agosto, una semana antes que la vigésima versión del festival de Reading, su principal competidor. Días antes había llovido considerablemente, aunque el día del concierto estaba soleado pero con el suelo convertido en un barrial. La entrada constaba 7,50 libras esterlinas si se compraba con anticipación y 8,50 en las boleterías del recinto en el mismo día, un precio barato para un festival de ese tipo según la prensa de la época. Entre las prestaciones del recinto se contó con un sector para acampar, donde cerca de 400 personas llegaron la noche anterior para hacerse con un lugar. Un día antes del concierto, el sistema de sonido PA ensamblado por la MCP & Paul Loasby for Wooltare LTD —nombre oficial de la empresa de Loasby y Jones— se dañó por una explosión causada por el equipo del baterista de Rainbow, Cozy Powell, mientras hacía una prueba con pirotecnia. El accidente causó un daño avaluado en 18 000 libras esterlinas y provocó que el sonido del evento fuese suave y con deficiencias en el volumen debido al daño que sufrieron varios amplificadores.
Las puertas del autódromo se abrieron a las 9:00 AM (hora local), pero recién a la 01:00 p. m. salió la primera banda al escenario. Durante esas horas de espera el disc-jockey Neal Kay de la discoteca Heavy Metal Soundhouse estuvo a cargo de ambientar el lugar con canciones de varios artistas de metal y hard rock de la época, además, fue el encargado de presentar a cada una de las bandas que tocaron ese día. La primera agrupación en salir a escena fue la estadounidense Touch, que en el mismo año había lanzado su álbum debut homónimo. La banda participó del festival principalmente porque era parte de la misma gerencia que producía los conciertos de Rainbow y debido a que eran nuevos, no era uno de los artistas más esperados del certamen. A pesar de aquello, su presentación es recordada por el incidente que tuvo su bajista Doug Howard arriba del escenario, ya que más tarde tuvo que ser trasladado a un hospital: «Tuve una botella de cerveza abierta al lado del escenario y una abeja de alguna manera entró. Tomé un trago de cerveza sin darme cuenta que la abeja estaba allí y todavía estaba viva y me picó. Tuve una mala reacción alérgica». La siguiente agrupación en tocar fue Riot, que promocionaba su segundo álbum de estudio Narita. Los neoyorkinos fueron recibidos positivamente por el público británico, debido a que poseían una reputación creciente en el Reino Unido gracias a que adoptaron el estilo de la Nueva ola del heavy metal británico.

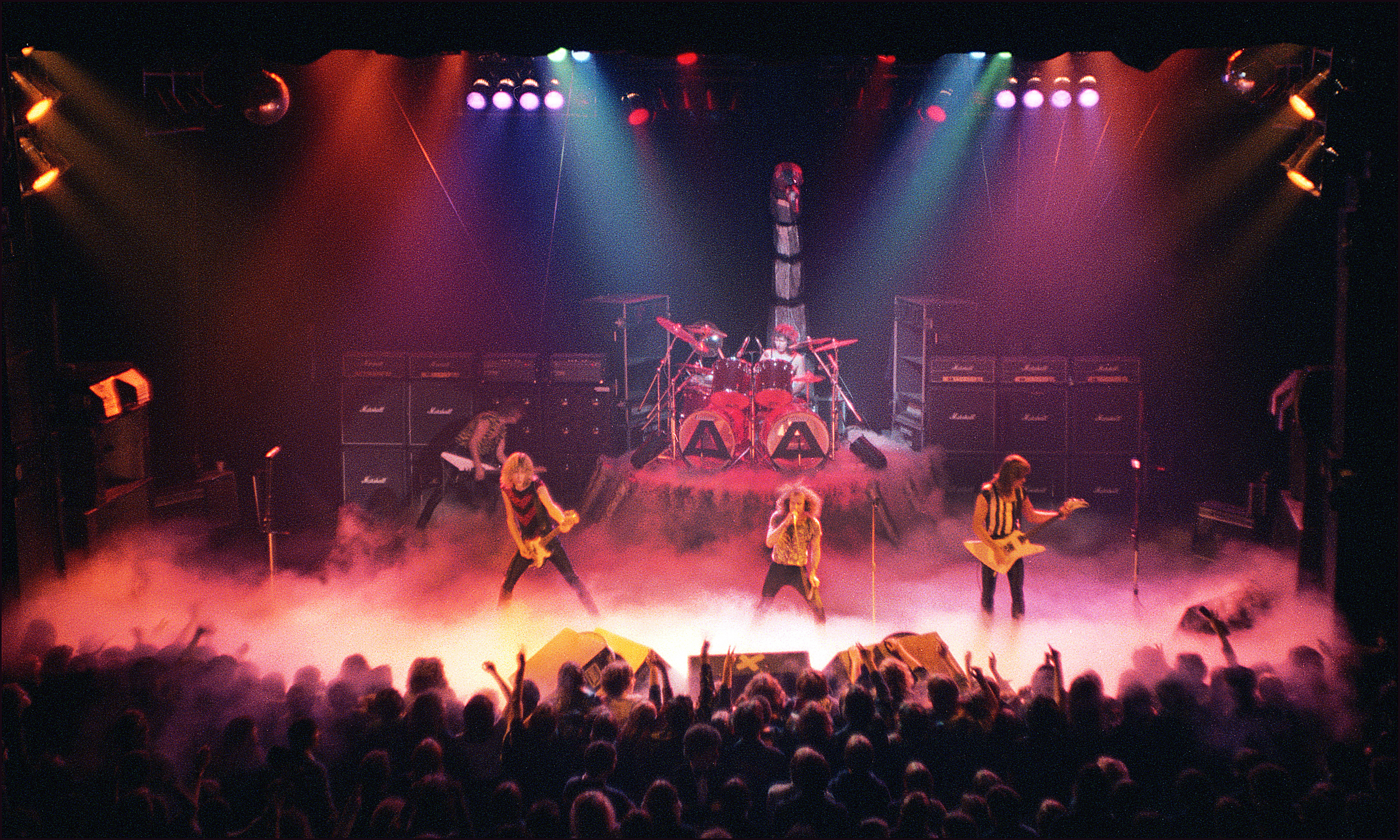
Scorpions fue la quinta banda en presentarse en el festival. En la imagen, la agrupación alemana en febrero de 1980

Saxon fue la única banda relacionada con dicho movimiento musical en presentarse, quienes meses antes habían publicado su segunda producción Wheels of Steel. Más tarde les siguió los canadienses April Wine que promocionaban su disco Harder... Faster de 1979 y los alemanes Scorpions que hacían lo mismo con Animal Magnetism del mismo año. Posteriormente fue el turno de Judas Priest, que en abril habían lanzado su sexto álbum de estudio British Steel. Meses más tarde, el guitarrista K.K. Downing comentó como fue su experiencia ese día: «estaba muy nervioso de antemano...Estaba aterrorizado de que pudiera cortar una cuerda, pero después de la primera canción mis nervios se fueron. Los fanáticos estaban claramente con nosotros. Fue un gran día». Como banda de cierre se presentó Rainbow, que a su vez fue el último concierto de la gira promocional de Down to Earth publicado en 1979. La agrupación británica tocó un listado de canciones similar al resto de su gira, pero interpretaron como exclusividad para el evento la canción «Stargazer» y además fueron los únicos en contar con fuegos pirotécnicos durante su show. Cabe señalar, que el Monsters of Rock de 1980 fue el último concierto del baterista Cozy Powell con Rainbow.
En resumen, el evento reunió a 35 000 personas, pero a pesar de la buena afluencia de público para un festival debutante, la productora a cargo perdió dinero. No obstante, Loasby y Jones decidieron organizar una segunda versión para 1981 y desde entonces, convirtieron a Monsters of Rock en uno de los festivales más importantes del heavy metal y el hard rock. Antes de finalizar el año, el sello Polydor publicó un disco recopilatorio con una o dos canciones de cada una de las bandas que tocaron, a excepción de Judas Priest que por políticas de su compañía discográfica les prohibieron aportar con una de sus canciones.

#### Lista de bandas
A continuación el listado de las bandas que tocaron en la edición correspondiente, ordenados de la misma forma en que se presentaron, siendo la banda en negrita la que lideró el cartel.
| 16 de agosto                                               |
| ---------------------------------------------------------- |
| Rainbow Judas Priest Scorpions April Wine Saxon Riot Touch |

### Versión de 1981

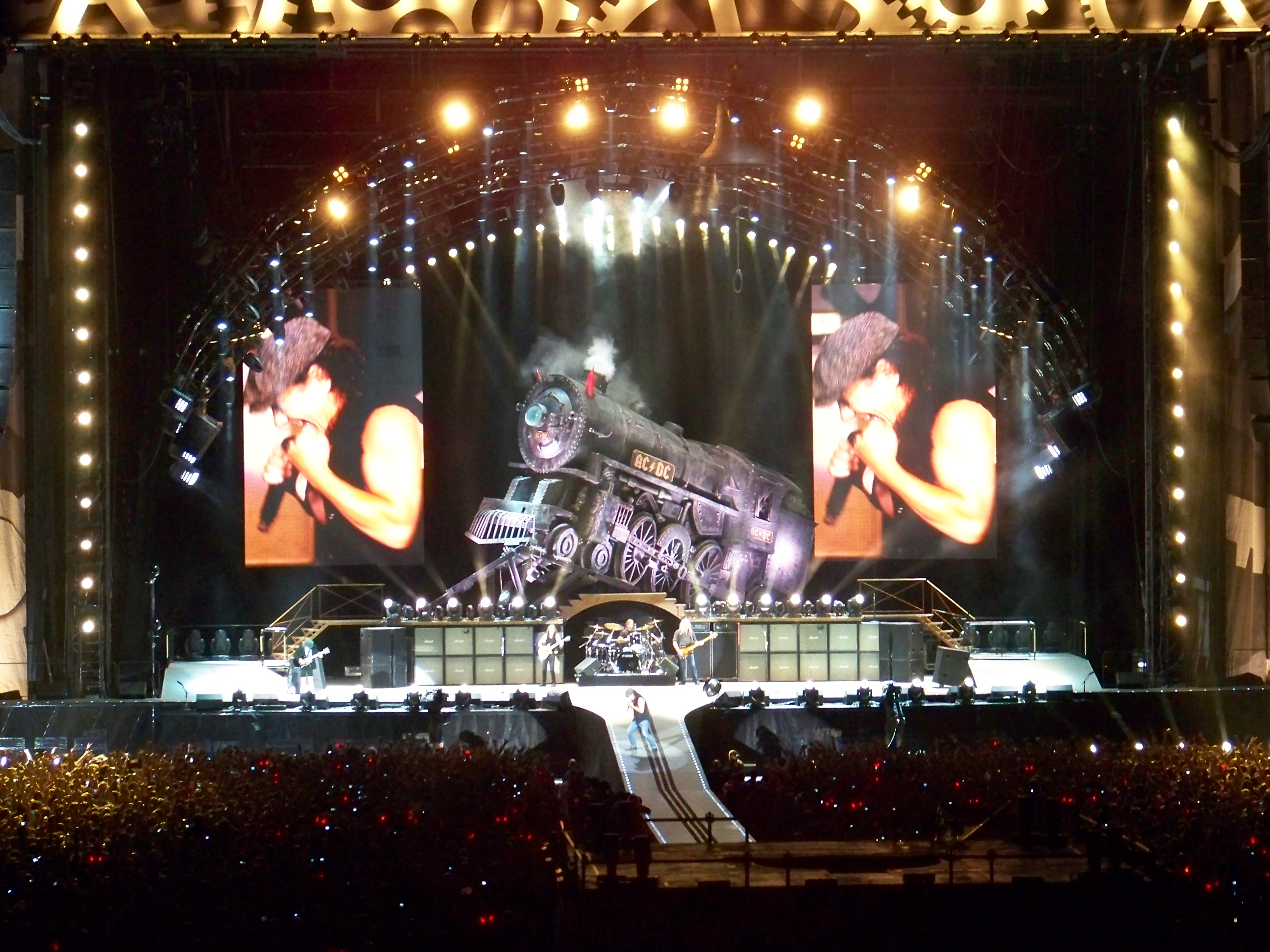
AC/DC lideró la segunda versión del festival. En la imagen, la banda australiana en vivo en Madrid en 2009

El sábado 22 de agosto se llevó a cabo la segunda edición del festival, bajo una lluvia copiosa durante gran parte del evento afectando al público y convirtiendo el suelo en un barrial. Las entradas costaban 8,50 libras esterlinas si se compraban con anticipación y en el mismo día tenían un valor de 10. Las puertas del recinto se abrieron a las 10:00 AM (hora local) y la primera banda salió al escenario a las 13:00 PM, por ende el encargado de amenizar las horas previas fue el disc jockey y presentador del programa radial Friday Rock Show de la BBC Radio 1, Tommy Vance. Para garantizar una mayor venta de entradas y no perder dinero como ocurrió con la versión anterior, Jones aprovechó su contacto personal con AC/DC persuadiéndolos para que encabezaran el cartel, sacando provecho así del éxito que tenían en el país gracias al disco Back in Black. Para esta edición se mejoraron varios aspectos como ubicar el escenario más cerca de los sectores de comida y de las tiendas de merchandising, y mejores accesos para el público, aunque el sitio para acampar se eliminó.
Los londinenses More fueron los encargados de abrir el concierto quienes en el mismo año habían debutado con el álbum Warhead y que además fue el único exponente de la NWOBHM en esta edición. Más tarde continuó la banda estadounidense Blackfoot, que un mes antes había publicado su quinta producción Marauder y luego le siguió Slade, quienes promocionaban su disco We'll Bring the House Down y cuya popularidad se había revitalizado en el país luego que en 1980 participaron del festival de Reading con gran éxito. Posteriormente fue el turno de Blue Öyster Cult, siendo la agrupación más criticada de la jornada, ya que durante su presentación tuvieron constantes problemas con el volumen y el sonido de los instrumentos. Al momento de explicar lo sucedido, la banda informó que el baterista Albert Bouchard había renunciado un día antes del concierto por lo que tuvieron que recurrir al roadie Rick Towney para cubrir su puesto, quien conocía el repertorio de las canciones pero no tuvo tiempo para ensayar con ellos. En cuanto a la deficiencia de sonido explicaron que fue culpa de la lluvia, ya que había mojado los instrumentos y amplificadores, sin embargo, la productora a cargo culpó al ingeniero de sonido de Blue Öyster Cult, George Geranios. La molestia de la banda —ya que fueron los únicos que tuvieron ese problema— continuó tras el escenario, ya que al momento de entregarles una placa de reconocimiento el vocalista y guitarrista Eric Bloom estaba tan enojado que la tiró al suelo y la pisoteó sin siquiera leerla. Ya casi anocheciendo salió al escenario Whitesnake, que promocionaban su cuarto álbum Come an' Get It del mismo año y más tarde se presentó AC/DC, que a pesar de que el show era parte de la gira de For Those About to Rock We Salute You, no tocaron ninguna canción de él enfocándose en su gran mayoría en su disco anterior Back in Black.
En resumen, el evento reunió a 65 000 personas —casi el doble que la primera versión— motivando a los promotores a seguir realizando el Monsters of Rock en el Donington Park. Por otro lado, y como anécdota, en 2003 se supo que la placa conmemorativa entregada ese día a AC/DC fue subastada, aunque no se conoció la cifra exacta de la compra.

#### Lista de bandas
A continuación el listado de las bandas que tocaron en la edición correspondiente, ordenados de la misma forma en que se presentaron, siendo la banda en negrita la cabeza del cartel.
| 22 de agosto                                           |
| ------------------------------------------------------ |
| AC/DC Whitesnake Blue Öyster Cult Slade Blackfoot More |

### Versión de 1982

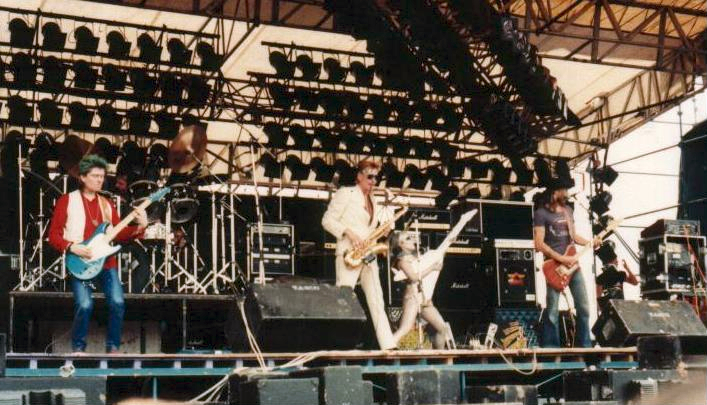
Hawkwind en el Monsters of Rock de 1982

El sábado 21 de agosto se llevó a cabo la tercera edición del festival, que a diferencia de las versiones anteriores no contó con lluvia o el suelo convertido en un barrial, sino con un día bastante soleado. Las entradas costaban 10 libras esterlinas si se compraban con anticipación y en el mismo día tenían un valor de 11. Al momento de ingresar al recinto se informaba que se había excluido el sitio para acampar y luego de cobrar la entrada se prohibía salir hacia los estacionamientos, medidas que no le gustó a decenas de personas que se retiraron antes de empezar el concierto, favoreciendo a otras tantas para conseguir mejores lugares.
Las puertas del recinto se abrieron a las 11:00 AM (hora local) y la primera banda salió al escenario a las 13:00 PM, por ende el encargado de amenizar las horas previas fue Tommy Vance. La primera agrupación en tocar fue la canadiense Anvil, que en el mismo año habían publicado su segundo álbum Metal on Metal y que fue su primer concierto en el Reino Unido. Luego le siguió Uriah Heep, que promocionaban su décima cuarta producción Abominog y Hawkwind, que presentaban su álbum Church of Hawkwind y cuya presentación no fue bien recibida por el público debido a su estilo de rock espacial, muy diferente al resto de las bandas. Más tarde tocó Saxon que promocionaban su disco Denim and Leather de 1981, siendo la primera banda en presentarse en dos ediciones diferentes del festival. Ya en la parte final fue el turno de Gillan, banda del exvocalista de Deep Purple, Ian Gillan, que presentaban su álbum Double Trouble y como banda de cierre tocó Status Quo, como parte de la gira promocional de 1+9+8+2.
En resumen, el evento reunió a un público estimado entre 50 000 y 60 000 personas. A pesar de aquello, la edición fue criticada por el público debido al exceso de seguridad, ya que se quitó las bebidas, alimentos y mercancías ajenas al festival antes de ingresar, y hubo un número mayor de vigilantes y policías dentro del recinto que incomodaron a los asistentes. También se criticó los pocos puntos de agua potable, baños que no tenían luz ni agua para beber y el gran caos que hubo a la salida del estacionamiento, obligando a centenares de personas a pasar la noche en el recinto.

#### Lista de bandas
A continuación el listado de las bandas que tocaron en la edición correspondiente, ordenados de la misma forma en que se presentaron, siendo la banda en negrita la que lideró el cartel.
| 21 de agosto                                      |
| ------------------------------------------------- |
| Status Quo Gillan Saxon Hawkwind Uriah Heep Anvil |

### Versión de 1983

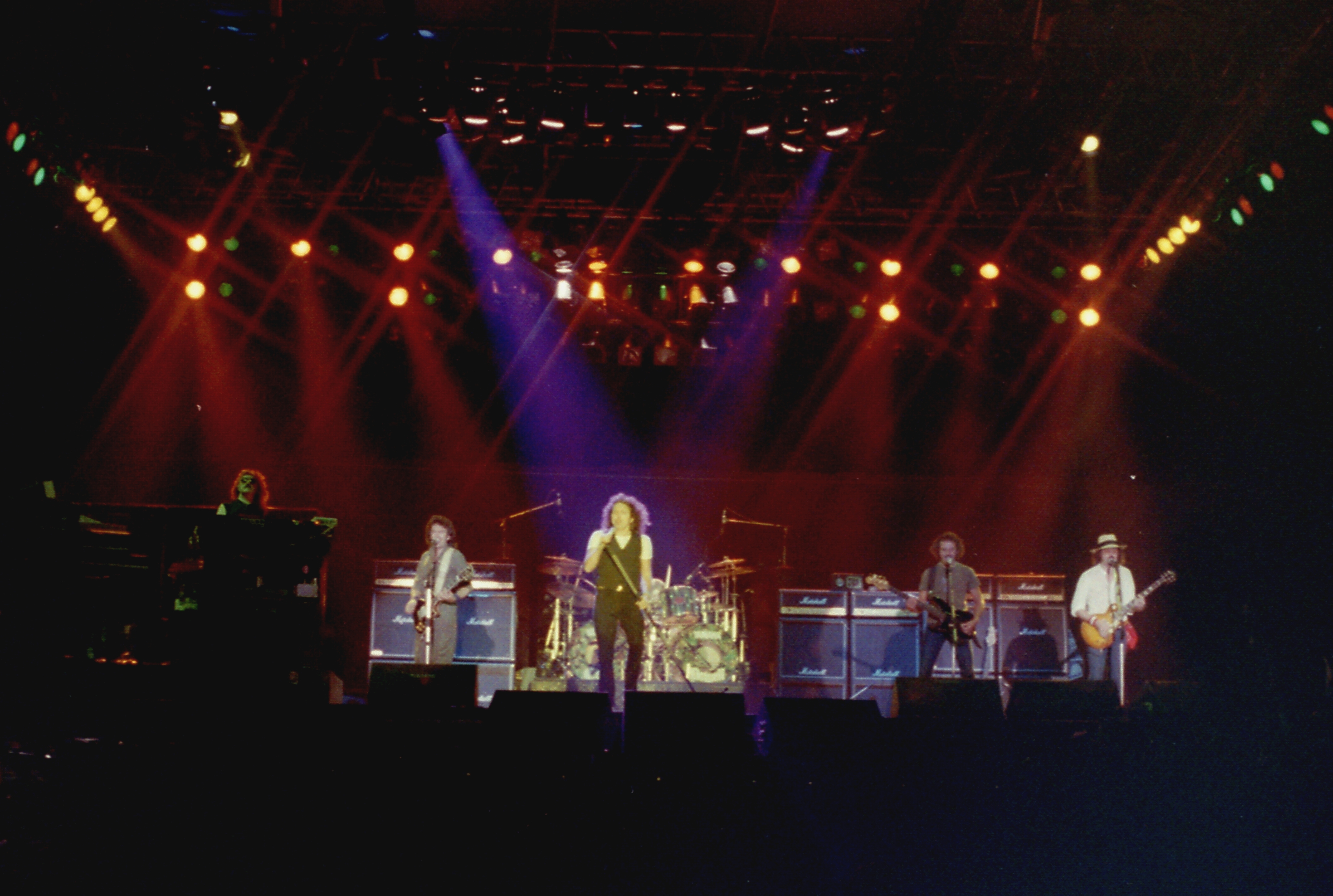
Whitesnake lideró la cuarta edición del festival. En la imagen, la banda británica en vivo en 1983

El sábado 20 de agosto se llevó a cabo la cuarta edición del festival, ante un día cálido y soleado. Las entradas costaban 10,50 libras esterlinas si se compraban con anticipación y en el mismo día tenían un valor de 12. Las puertas del recinto se abrieron a las 12:00 PM y al igual que las versiones anteriores, Tommy Vance era el responsable de amenizar la jornada. La primera banda en salir al escenario fue Diamond Head que solo meses antes habían publicado su tercer disco Canterbury y que además fueron el único representante de la NWOBHM. Luego le siguió Dio, banda fundada por Ronnie James Dio y que en el mismo año debutaron con Holy Diver, siendo esta su primera presentación en el Reino Unido. Posteriormente fue el turno de Twisted Sister, primera agrupación de la escena glam metal en tocar en el festival, quienes promocionaban su segunda producción You Can't Stop Rock 'n' Roll publicado en el mismo año. Luego se presentó ZZ Top, siendo el primer concierto de la gira promocional de Eliminator en el país y más tarde tocó Meat Loaf, que presentaba su cuarto disco de estudio Midnight at the Lost and Found. Como banda líder de cartel tocó Whitesnake que promocionaban su quinta producción Saints & Sinners, siendo su presentación registrada y publicada como VHS en el mismo año por el sello EMI, con el título de Live at Castle Donington.
Aunque no hay una cifra exacta del público que presenció el concierto, en una entrevista a miembros de Twisted Sister al finalizar su presentación estimaron que fácilmente había más de 40 000 personas. Por otro lado, en esta edición se concretó la tradición de llenar botellas vacías con orina y lanzarlas a las bandas que estaban sobre el escenario, aunque no como una forma de desprecio sino más bien como diversión.

#### Lista de bandas
A continuación el listado de las bandas que tocaron en la edición correspondiente, ordenados de la misma forma en que se presentaron, siendo la banda en negrita la que lideró el cartel.
| 20 de agosto                                                |
| ----------------------------------------------------------- |
| Whitesnake Meat Loaf ZZ Top Twisted Sister Dio Diamond Head |

### Versión de 1984

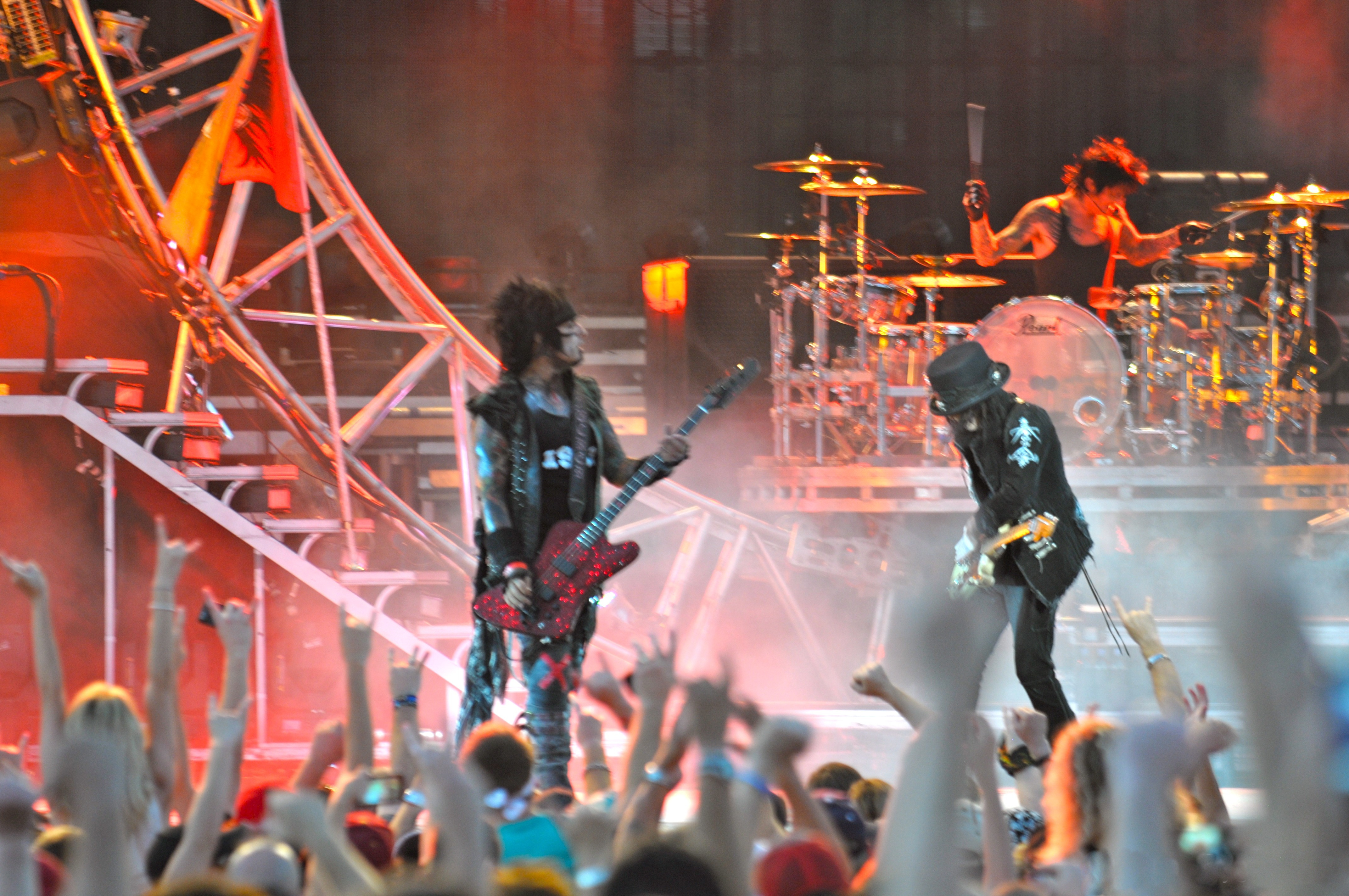
Mötley Crüe fueron los encargados de abrir la quinta edición, convirtiéndose en la segunda banda del glam metal en tocar en el festival

El sábado 18 de agosto se llevó a cabo la quinta edición del festival, ante un día cálido y soleado. Las entradas costaban 11 libras esterlinas si se compraban con anticipación y en el mismo día tenían un valor de 12. Las puertas del recinto se abrieron a las 12:00 PM y al igual que las versiones anteriores, Tommy Vance era el responsable de amenizar la jornada. Los primeros en tocar fueron los estadounidenses Mötley Crüe que promocionaban su segundo disco Shout at the Devil, siendo esta su primera presentación en el Reino Unido. Luego le siguió la alemana Accept que hacía lo mismo con su quinta producción Balls to the Wall y posteriormente tocó Y&T, como parte de la gira de su sexto disco In Rock We Trust. Más tarde fue el turno del guitarrista y vocalista Gary Moore que presentaba su álbum Victims of the Future, seguido por Ozzy Osbourne que también presentaba su disco Bark at the Moon. Ya en la parte final tocó Van Halen, quienes promocionaban su sexto trabajo de estudio 1984, siendo el único concierto de la banda en el país inglés durante 1984. Además, fue la última presentación en el Reino Unido con el vocalista David Lee Roth y el último show de la década en el país. Para finalizar y como banda líder de cartel tocó AC/DC, quienes promocionaban su noveno disco Flick of the Switch. Cabe señalar que la banda australiana se convirtió en la primera agrupación en encabezar dos ediciones distintas el festival.
En resumen, se estima que el evento reunió entre 60 000 y 65 000 personas. Además, y a diferencia de las ediciones anteriores, al momento de comprar la entrada se informaba que no había sector para acampar y que se prohibía la intención de llegar un día para conseguir lugares para ello. Por otro lado, la mala tradición de llenar botellas vacías con orina y lanzarlas a las bandas que estaban tocando se hizo bastante popular, incluso parte de la producción informó que habían encontrado paquetes con barro, excremento y globos oculares de vaca sobre el escenario.

#### Lista de bandas
A continuación el listado de las bandas que tocaron en la edición correspondiente, ordenados de la misma forma en que se presentaron, siendo la banda en negrita la que lideró el cartel.
| 18 de agosto                                                    |
| --------------------------------------------------------------- |
| AC/DC Van Halen Ozzy Osbourne Gary Moore Y&T Accept Mötley Crüe |

### Versión de 1985

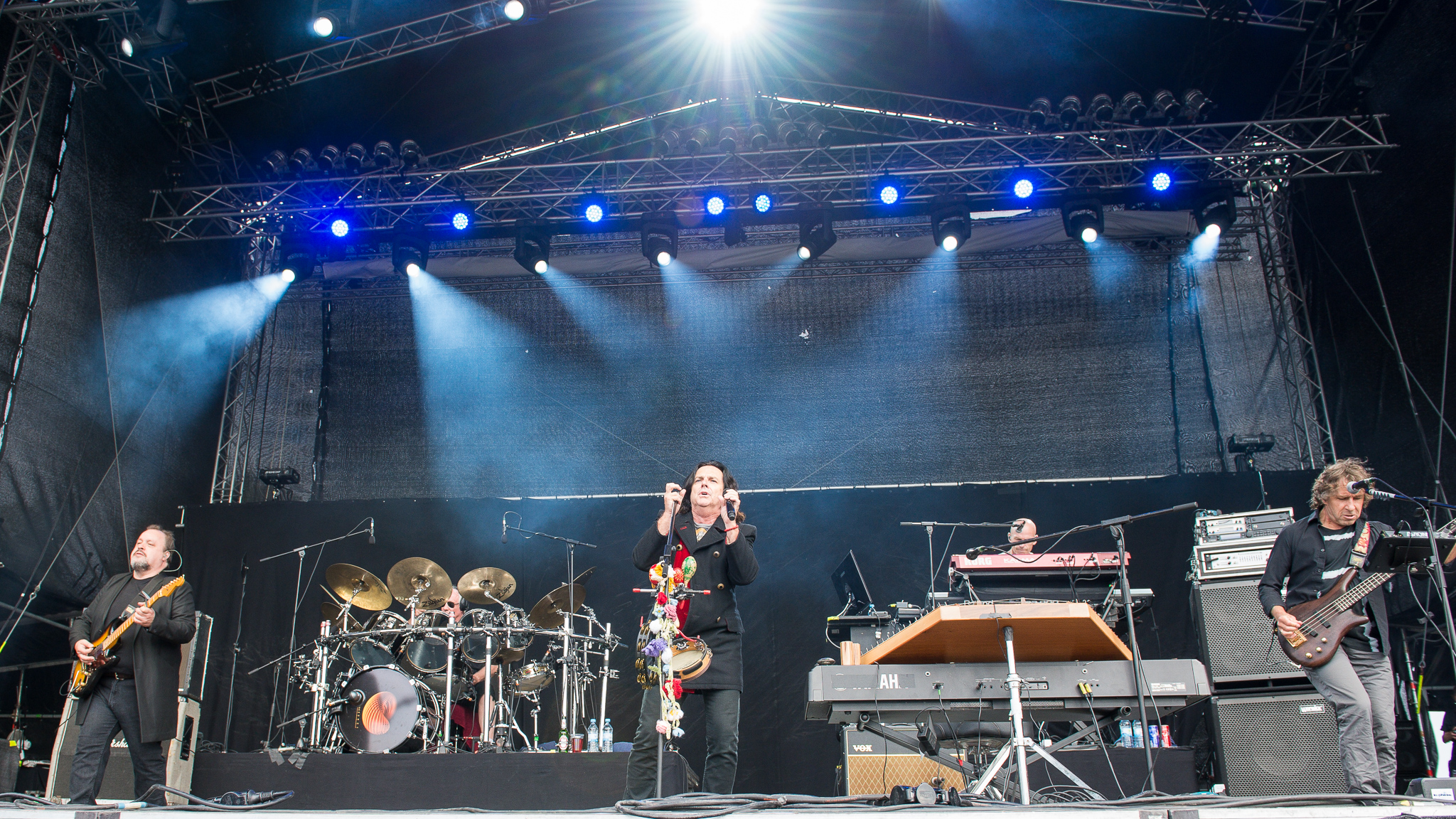
Marillion fue la única agrupación de rock neoprogresivo en tocar en el festival. En la imagen, la banda en vivo en 2016

El sábado 17 de agosto se llevó a cabo la sexta edición del festival, ante un día cálido y soleado. Las entradas costaban 13 libras esterlinas si se compraban con anticipación y en el mismo día tenían un valor de 14. Las puertas del recinto se abrieron a las 12:00 PM y al igual que las versiones anteriores, Tommy Vance era el responsable de amenizar la jornada. La primera agrupación en tocar fue la británica Magnum, que en el mismo año habían lanzado su quinto disco On a Storyteller's Night y luego le siguió los estadounidenses Ratt que promocionaban su segunda producción Invasion of your Privacy, siendo esta su primera presentación en el Reino Unido. Más tarde fue el turno de Metallica que presentaban su segundo disco Ride the Lightning, convirtiéndose en la primera banda de thrash metal en tocar en el festival, cuya presentación estuvo marcada por una desagradable situación cuando desde el público les lanzaron una cabeza decapitada de cerdo. Al respecto el guitarrista Kirk Hammett comentó: «Recuerdo haberlo visto volando por el aire y cayó cerca de Cliff. Él estaba tan enloquecido que ni siguiera se dio cuenta, pero yo lo noté de inmediato, porque ya sabes ser vegetariano te das cuenta de esas cosas (...) Justo cuando pensé, ¿qué va a pasar después?, mi guitarra se empapó con un sándwich de jamón. Sabía que era jamón porque podía olerlo. Recuerdo que seguí tocando, pero me decía ¡mi guitarra huele a maldito jamón, esto me está matando!». Bon Jovi fue la siguiente banda en tocar, quienes promocionaban su segundo disco 7800° Fahrenheit. Luego tocó la agrupación británica Marillion que dos meses antes habían lanzado al mercado su tercera producción Misplaced Childhood y como banda final se presentó ZZ Top, como parte de la gira de su álbum Eliminator, la misma que les permitió tocar por primera vez en el Monsters of Rock de 1983. Antes de comenzar el show del trío texano, desde el aire apareció un helicóptero que traía el Ford Coupe 1933 personalizado que apareció en la portada del disco Eliminator, siendo una atracción comercial financiada por una marca de cigarrillos.
En resumen, el evento reunió a un poco más de 80 000 personas, siendo la mayor cantidad de público que ha tenido el festival hasta entonces. Por otro lado, esta edición fue la que más estilos musicales se tocó sobre el escenario —glam metal, thrash metal, blues rock, rock neoprogresivo, hard rock, heavy metal— llamando la atención de la prensa de la época al ver por primera vez a Bon Jovi y Metallica tocar en un mismo escenario. Al respecto, en una entrevista en el mismo día al cofundador del festival Maurice Jones sobre la diferencia de estilos de las bandas invitadas, él respondió: «siempre mantenemos un ojo en lo que está sucediendo (...) sabemos que tenemos que tener tanto los nombres establecidos como artistas jóvenes y emocionantes».

#### Lista de bandas
A continuación el listado de las bandas que tocaron en la edición correspondiente, ordenados de la misma forma en que se presentaron, siendo la banda en negrita la que lideró el cartel.
| 17 de agosto                                    |
| ----------------------------------------------- |
| ZZ Top Marillion Bon Jovi Metallica Ratt Magnum |

### Versión de 1986

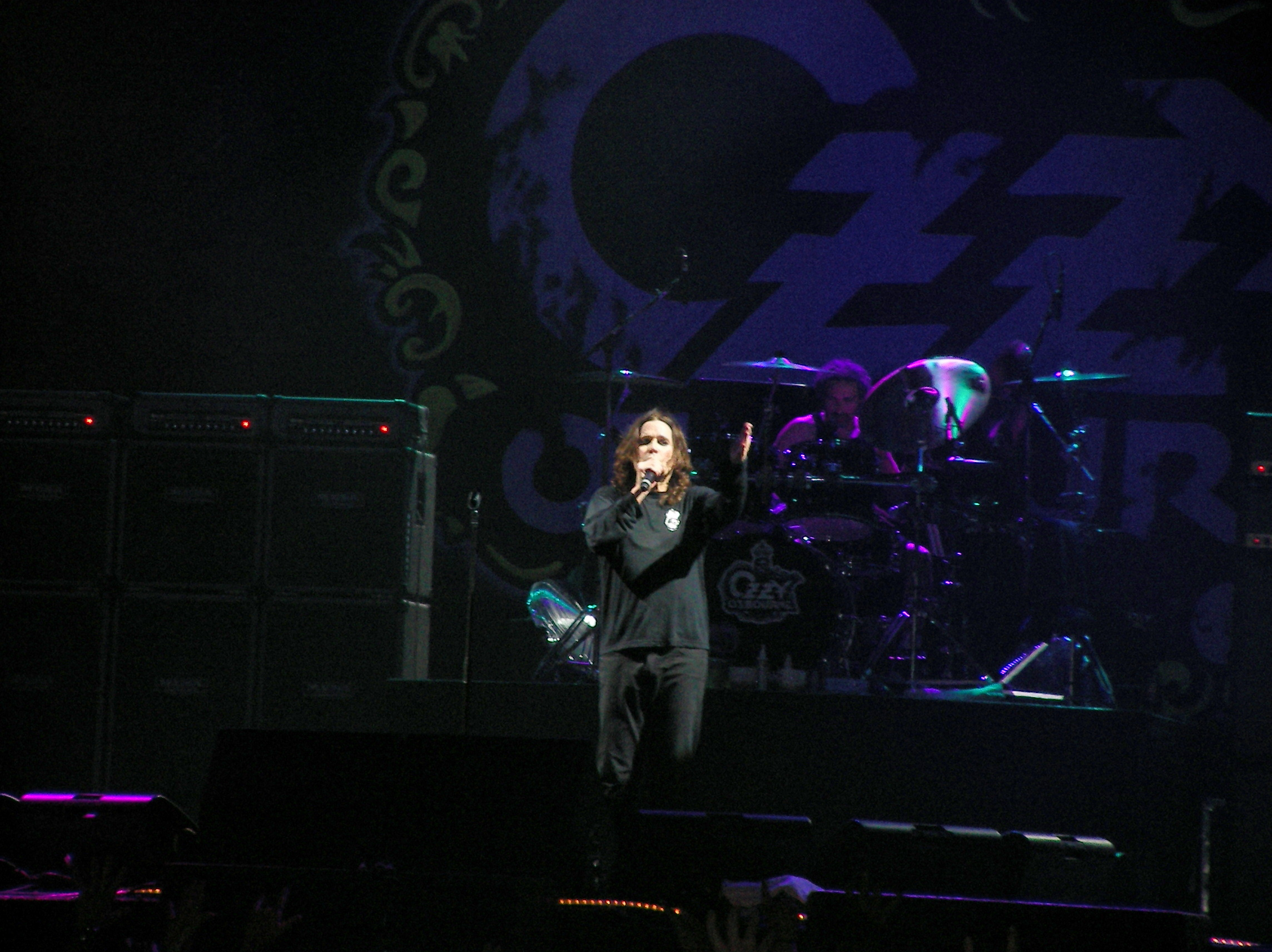
El británico Ozzy Osbourne lideró la séptima edición. En la imagen, durante un concierto en 2007.

El sábado 16 de agosto se llevó a cabo la séptima edición del festival, ante un día bastante lluvioso. Las entradas costaban 14 libras esterlinas si se compraban con anticipación y en el mismo día tenían un valor de 15. Las puertas del recinto se abrieron a las 12:00 PM y al igual que las versiones anteriores, Tommy Vance era el responsable de amenizar la jornada, siendo esta su última participación ya que su contrato no fue renovado para la siguiente edición. La primera banda en tocar fue la alemana Warlock, que incluyeron algunas canciones de su tercer disco True as Steel lanzado dos días después del concierto. Cabe señalar que Doro Pesch fue la primera cantante femenina en presentarse en el festival. Luego fue el turno de la banda parodia británica Bad News, que fue creada en 1983 por el grupo de comediantes The Comic Strip para el programa de televisión The Comic Strip Presents... del canal Channel 4. Con un estilo similar a la estadounidense Spinal Tap, su participación fue bastante criticada por la prensa y el público quienes preferían ver a un grupo nuevo y real antes que ellos. Al respecto, algunos miembros de las otras agrupaciones que tocaron ese día consideraron que la inclusión de Bad News era ridícula e incluso la tildaron de basura.
Más tarde tocó Motörhead quienes días antes habían lanzado Orgasmatron; durante su presentación desde el público les lanzaron una bengala encendida que provocó el enojo de Lemmy Kilmister, a tal punto que detuvo el concierto y retó a la persona a una pelea sobre escenario, pero al final la persona no apareció y siguieron tocando. Luego fue el turno de los británicos Def Leppard, quienes tocaron canciones de sus tres discos publicados hasta el momento, pero especialmente de Pyromania de 1983. Esta fue la primera presentación del baterista Rick Allen después del accidente de 1984 que terminó con su brazo izquierdo amputado, siendo recibido positivamente por el público. La banda alemana Scorpions fue la siguiente en presentarse, siendo uno de los últimos conciertos de la gira promocional de Love at First Sting iniciada en 1984. Al final del día y como artista de cierre tocó Ozzy Osbourne, quien promocionaba su cuarto disco The Ultimate Sin publicado en el mismo año.

#### Lista de bandas
A continuación el listado de las bandas que tocaron en la edición correspondiente, ordenados de la misma forma en que se presentaron, siendo la banda en negrita la que lideró el cartel.
| 16 de agosto                                                   |
| -------------------------------------------------------------- |
| Ozzy Osbourne Scorpions Def Leppard Motörhead Bad News Warlock |

### Versión de 1987

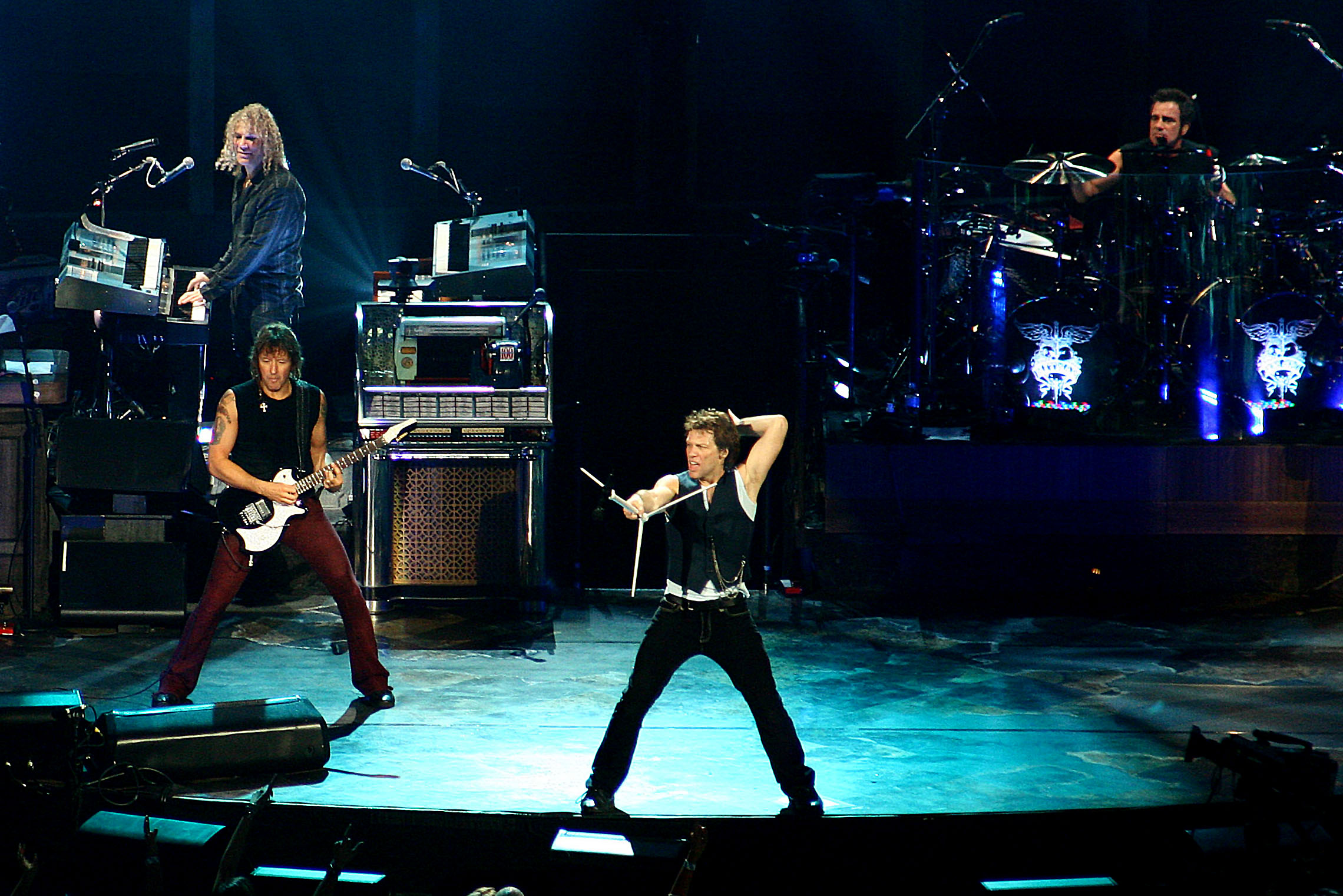
Bon Jovi fueron los cabeza de cartel en la octava edición

El sábado 22 de agosto se llevó a cabo la octava edición del festival, ante un día bastante lluvioso a ratos. Las entradas costaban 15 libras esterlinas si se compraban con anticipación y en el mismo día tenían un valor de 16. Las puertas del recinto se abrieron a las 11:00 AM y a diferencia de las versiones anteriores The Bailey Brothers de MTV fueron los responsables de amenizar la jornada, ya que el año anterior la producción optó por despedir a Tommy Vance luego que diera una entrevista a Metal Hammer afirmando que el equipo ofrecido por la producción era de mala calidad. La primera banda en tocar fue Cinderella quienes promocionaban su álbum debut Night Songs, siendo además su primera presentación en el Reino Unido. Luego le siguió W.A.S.P. que presentaban su tercer álbum de estudio Inside the Electric Circus y Anthrax, que en el mismo año habían publicado su tercer disco Among the Living. Más tarde fue el turno de Metallica que promocionaban su tercera producción Master of Puppets y posteriormente continuó Dio, que un mes antes habían lanzado al mercado su cuarto disco de estudio Dream Evil. Como banda de cierre se presentó Bon Jovi, cuyo álbum Slippery When Wet les había lanzado a la fama en el último año; durante su presentación fueron invitados al escenario Paul Stanley de Kiss, Bruce Dickinson de Iron Maiden y Dee Snider de Twisted Sister para tocar las dos últimas pistas del listado de canciones.
En resumen, se estima que el evento reunió a 80 000 personas. Por otro lado, fue la primera edición que no contó con ningún artista del Reino Unido, ya que todas las bandas invitadas fueron estadounidenses y relacionadas con los estilos de moda por aquel entonces como el glam metal, thrash metal y heavy metal.

#### Lista de bandas
A continuación el listado de las bandas que tocaron en la edición correspondiente, ordenados de la misma forma en que se presentaron, siendo la banda en negrita la que lideró el cartel.
| 22 de agosto                                       |
| -------------------------------------------------- |
| Bon Jovi Dio Metallica Anthrax W.A.S.P. Cinderella |

### Versión de 1988

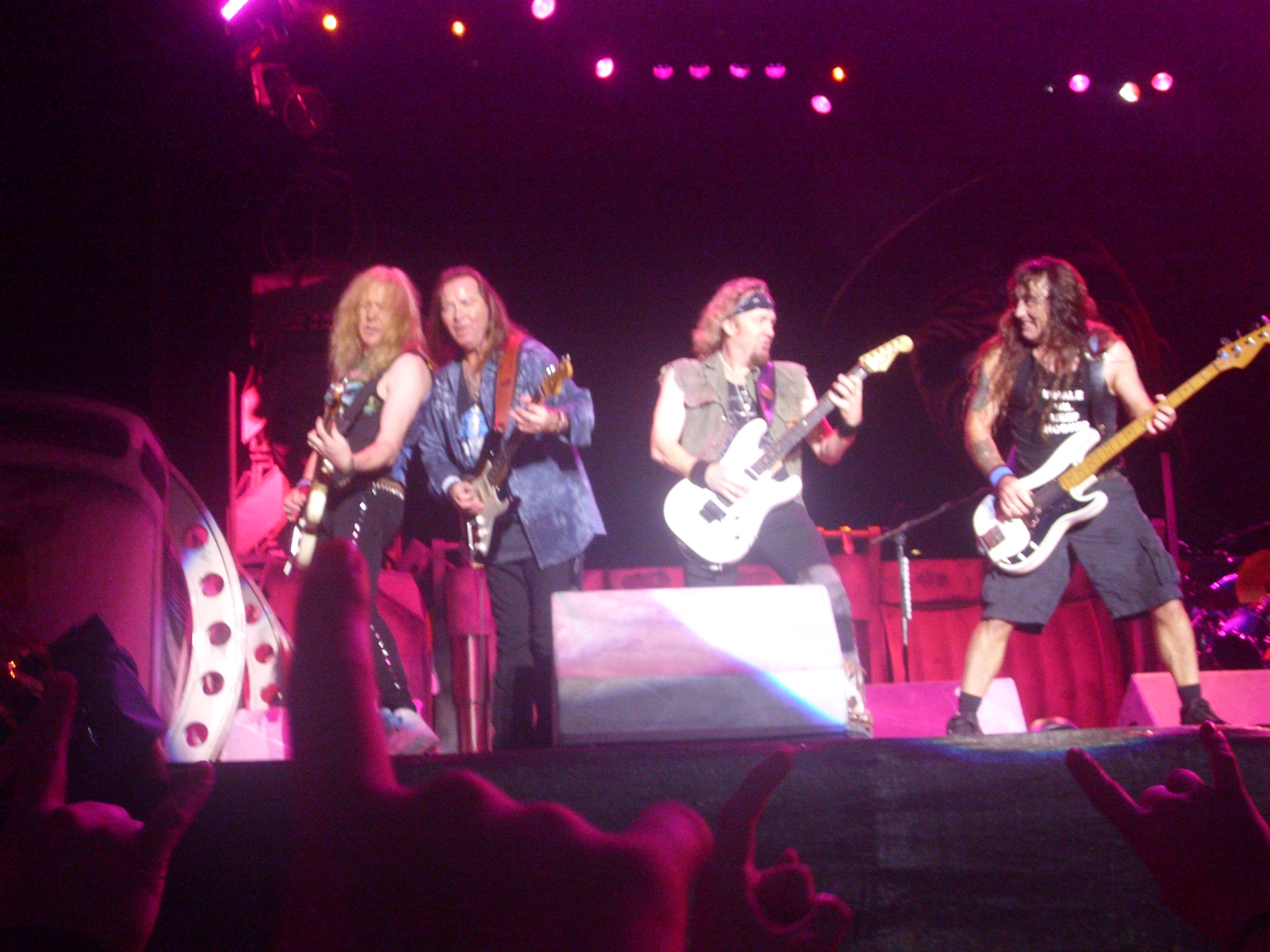
Iron Maiden lideró la edición de 1988, conocida por ser la que más público convocó, 107 000 personas

El sábado 20 de agosto se llevó a cabo la novena edición del festival, ante un día soleado pero con el piso bastante húmedo debido a una fuerte lluvia acontecida una semana antes. Las entradas costaban 16,50 libras esterlinas si se compraban con anticipación y a diferencia de las ediciones anteriores tenían el mismo precio si se compraban en el mismo día. Las puertas del recinto se abrieron a las 11:00 AM, por ende los encargados de amenizar las horas previas fueron The Bailey Brothers —al igual que la versión anterior— y el disc jockey Neal Kaye, que no participaba del festival desde la versión de 1980. La primera banda en presentarse fue la alemana Helloween, quienes tocaron entre sus canciones los temas «Dr. Stein» y «Eagle Fly Free» del álbum Keeper Of The Seven Keys Part 2, publicado nueve días después del concierto. Durante su presentación una de las pantallas de video se cayó cerca del público debido al fuerte viento, por lo que el personal de seguridad tuvo que controlar la situación pero no pudieron retirar toda la pantalla antes que saliera a escena la siguiente agrupación, Guns N' Roses. Durante el concierto de la banda estadounidense, que estaba promocionando su primer disco Appetite for Destruction, una multitud de personas se abalanzó hacia el escenario aplastando a cerca de 15 personas. En primera instancia, los productores del evento detuvieron el show de Guns N' Roses para facilitar la entrada del equipo de emergencia, pero al momento de volver a tocar nuevamente el público se abalanzó salvajemente al escenario resultando heridas 35 personas más. Finalmente, la situación fue controlada pero con la trágica noticia de que dos fanáticos habían muerto sofocados contra el barro.
Tras una pausa después del concierto de Guns N' Roses, el evento continuó con la presencia de Megadeth que promocionaban su tercer disco de estudio So Far, So Good... So What!, publicado en el mismo año. Más tarde fue el turno del cantante David Lee Roth que presentaba su segundo álbum Skyscraper. Durante su show una persona de seguridad subió al escenario para rogarle que detuviera por un momento su espectáculo para sacar a una fanática que se había desmayado en el público, no obstante, Roth no sabía que era parte de la producción y por ello dos de sus guardias lo sacaron violentamente del escenario lanzándolo hacia la multitud, provocando el enojo de la primera fila del público. Ya al anochecer se presentó la banda Kiss, quienes promocionaban su decimocuarto álbum de estudio Crazy Nights y como banda de cierre tocó la británica Iron Maiden, quienes en el mismo año habían puesto a la venta el disco Seventh Son of a Seventh Son.
En resumen, se estima que el evento reunió a cerca de 107 000 personas, siendo la mayor cantidad de público que ha tenido el festival en sus ediciones realizadas en el Donington Park. A su vez, es considerada como la más caótica ya que dos personas murieron ese día; Alan Dick de dieciocho años y Landon Peter Siggers de veinte, mientras que decenas resultaron heridas a causa del sofocamiento por el barro y el peso de otras personas producido por el brusco oleaje de fanáticos durante la presentación de Guns N' Roses. Como consecuencia de ello, y sumado a la muerte indirecta de un fanático por ataque al corazón mientras se retiraba del evento de 1987, la autoridad local prohibió a la productora realizar la versión de 1989.

#### Lista de bandas
A continuación el listado de las bandas que tocaron en la edición correspondiente, ordenados de la misma forma en que se presentaron, siendo la banda en negrita la que lideró el cartel.
| 20 de agosto                                                     |
| ---------------------------------------------------------------- |
| Iron Maiden Kiss David Lee Roth Megadeth Guns N' Roses Helloween |

### Versión de 1990

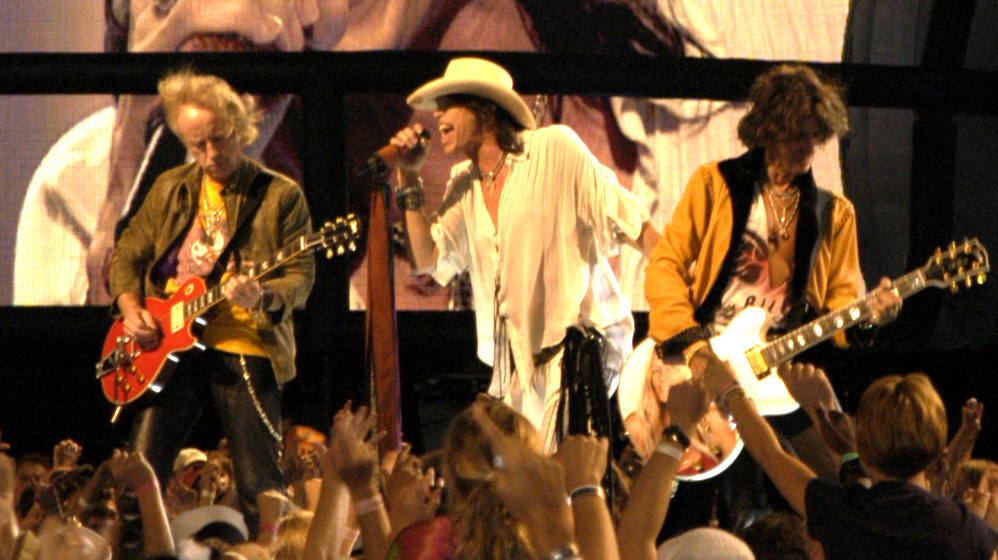
Aerosmith fue la penúltima banda en tocar en la edición 1990. En la imagen, la agrupación en 2003

El sábado 18 de agosto se llevó a cabo la décima edición del festival, ante un día soleado y cálido. Las entradas costaban 20 libras esterlinas y solo se vendieron con anticipación, ya que a diferencia de las ediciones anteriores no se habilitaron boleterías en el mismo día. La primera banda en tocar fue la británica Thunder quienes en el mismo habían debutado con Backstreet Symphony y luego le siguió The Quireboys que también en 1990 habían publicado su álbum debut A Bit of What You Fancy. Más tarde fue el turno de la estadounidense Poison quienes dos meses antes pusieron a la venta su tercer disco de estudio Flesh & Blood. Casi al anochecer se presentó Aerosmith que promocionaban su décimo álbum de estudio Pump, lanzado en 1989 y como banda de cierre se presentó Whitesnake, quienes también promocionaban Slip of the Tongue, publicado un año antes.
En resumen, se estima que esta edición reunió a 75 000 personas. Por su parte, para evitar un acontecimiento a lo ocurrido en la versión de 1988 la productora solo puso a la venta dicha cantidad de entradas y no habilitó boleterías en el recinto, además aumentó la seguridad y rediseñó la pendiente que había al frente del escenario, que fue considerada como la causante indirecta de los dos fallecimientos ocurridos en 1988. En adición a ello, la productora firmó un convenio con la BBC Radio 1 para transmitir en vivo el concierto, mientras que el show de Whitesnake se grabó en video y se lanzó al mercado en 2011 bajo el título de Live at Donington 1990.

#### Lista de bandas
A continuación el listado de las bandas que tocaron en la edición correspondiente, ordenados de la misma forma en que se presentaron, siendo la banda en negrita la que lideró el cartel.
| 18 de agosto                                      |
| ------------------------------------------------- |
| Whitesnake Aerosmith Poison The Quireboys Thunder |

### Versión de 1991

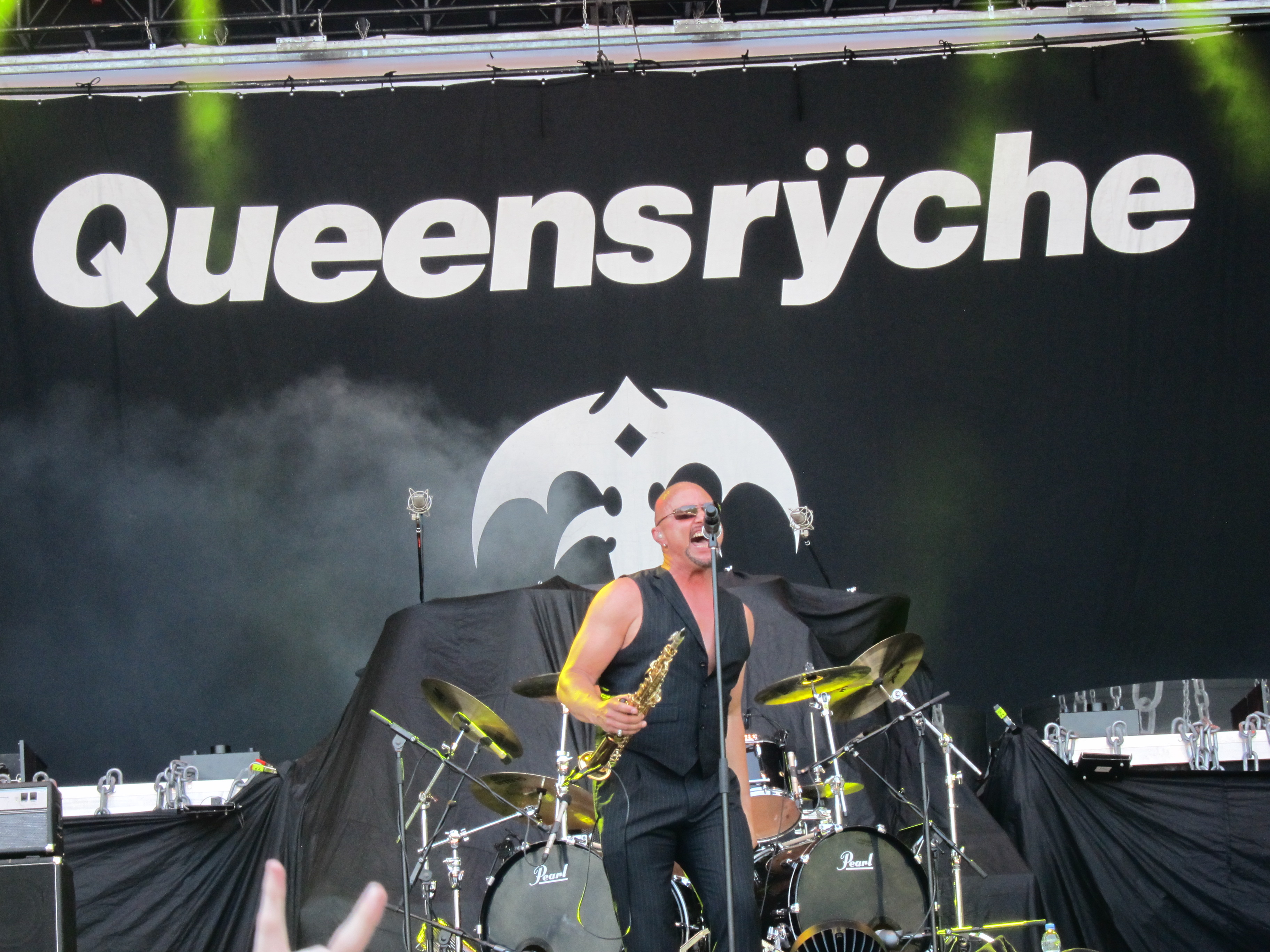
Queensrÿche fue la segunda banda en tocar en la edición de 1991

El sábado 17 de agosto se llevó a cabo la undécima edición del festival, ante un día parcialmente soleado y cálido. Las entradas costaban 22,50 libras esterlinas y solo se vendieron con anticipación, ya que al igual que la edición anterior no se habilitaron boleterías en el mismo día. Las puertas del recinto se abrieron a las 10:00 AM (hora local) y la primera banda en tocar salió a las 14:00 PM. The Black Crowes fue la primera agrupación en salir al escenario, quienes en 1990 habían debutado con Shake Your Money Maker y luego le siguió Queensrÿche que promocionaban Empire lanzado el año anterior. Más tarde fue el turno de Mötley Crüe y después siguió Metallica, quienes en el mismo año pusieron a la venta su disco homónimo. Como banda de cierre se presentó AC/DC que promocionaban su duodécimo álbum de estudio The Razors Edge de 1990.
Aunque no hay una cifra exacta del público que presenció el concierto, se estima que fue menor que las versiones anteriores debido a que popularidad del festival había disminuido ante los nuevos estilos musicales que comenzaron a aparecer en la década de los noventa. Por ejemplo, ninguna banda del naciente grunge deseaba tener algo con el Monsters of Rock y por ello era cada vez más difícil contratar a artistas nuevos.

#### Lista de bandas
A continuación el listado de las bandas que tocaron en la edición correspondiente, ordenados de la misma forma en que se presentaron, siendo la banda en negrita la que lideró el cartel.
| 17 de agosto                                                     |
| ---------------------------------------------------------------- |
| AC/DC Metallica Mötley Crüe Queensrÿche The Black Crowes Pantera |

### Versión de 1992

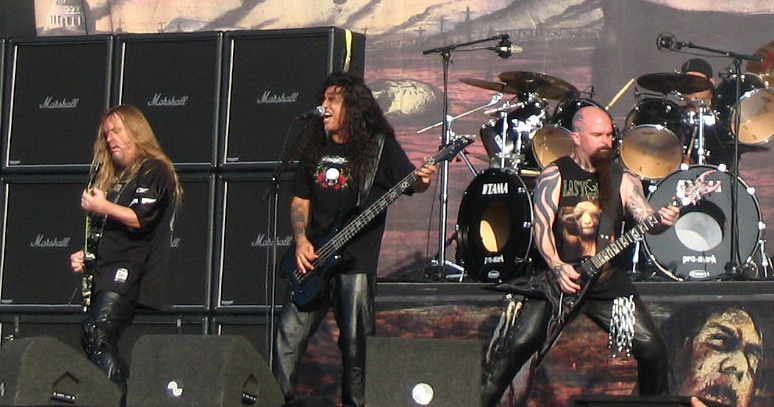
Slayer fue el único representante de thrash metal en la duodécima edición

El sábado 22 de agosto se llevó a cabo la duodécima edición del festival. Las entradas costaban 23,50 libras esterlinas y solo se vendieron con anticipación, ya que al igual que en las ediciones anteriores no se habilitaron boleterías en el mismo día. Las puertas del recinto se abrieron a las 10:00 AM (hora local) y la primera banda en tocar salió a las 14:00 PM. Los escoceses The Almighty fue la primera agrupación en salir al escenario, quienes en el mismo año habían lanzado su tercera producción Powertrippin' y luego tocó W.A.S.P. que promocionaban su disco  The Crimson Idol. Más tarde fue el turno de Slayer y los locales Thunder, quienes en 1992 habían publicado su segundo álbum Laughing on Judgement Day. Posteriormente se presentó Skid Row que promocionaban el disco Slave to the Grind de 1991 y como banda de cierre tocó Iron Maiden, en el marco de la gira promocional de Fear of the Dark.
Al igual que en la edición anterior se estima que el público que presenció el concierto fue menor en comparación con las versiones de los años ochenta, debido principalmente a que los jóvenes preferían agrupaciones de otros estilos musicales, los cuales no tenían interés de participar en el festival. Para prevenir esta situación, que ya había sucedido en 1991, el evento fue transmitido por radio y por la MTV europea pero los resultados no fueron los esperados.

#### Lista de bandas
A continuación el listado de las bandas que tocaron en la edición correspondiente, ordenados de la misma forma en que se presentaron, siendo la banda en negrita la que lideró el cartel.
| 22 de agosto                                              |
| --------------------------------------------------------- |
| Iron Maiden Skid Row Thunder Slayer W.A.S.P. The Almighty |

### Versión de 1994

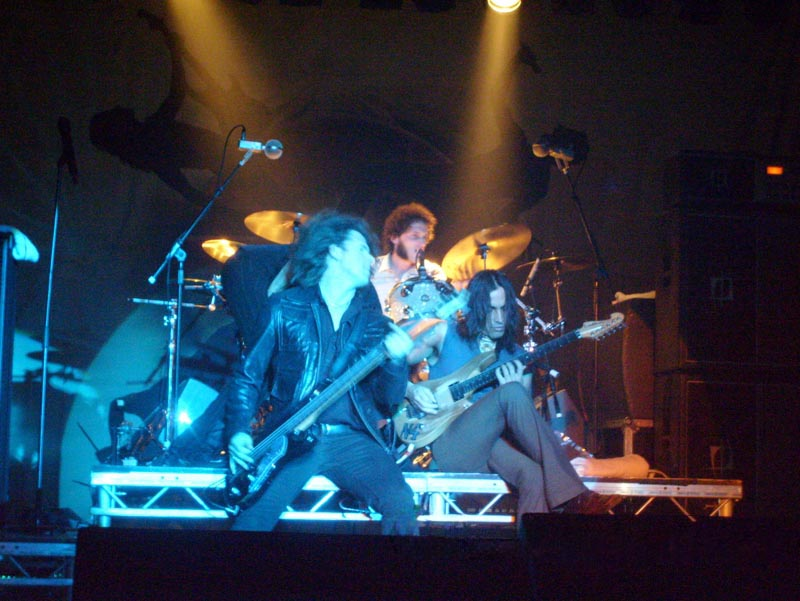
En 1994, todas las bandas fueron escogidas por votación popular. Por ello, Extreme ganó el derecho de ser la segunda banda principal

Luego de un descanso no programado en 1993, porque no hubo ninguna banda de renombre que liderara la edición correspondiente, la productora aprovechó ese tiempo para renovar el festival con varias ideas que se vieron realizadas en 1994. Una de ellas fue que invitaron a los lectores de la revista Kerrang! a votar por las bandas que les gustaría ver en el festival, con el objetivo de conocer los gustos del público más joven y así tener una idea de las nuevas tendencias musicales. Otro cambio que se realizó fue incluir un segundo escenario, se habilitó boleterías en el mismo día y se modificó la fecha de su realización, de agosto a principios de junio.
El sábado 4 de junio finalmente se llevó a cabo la decimotercera edición del festival. Las entradas costaban 25 libras esterlinas si se compraban con anticipación y en el mismo día tenían un valor de 27; por su parte, las puertas del recinto se abrieron a las 10:00 AM (hora local). El segundo escenario, llamado Metal Hammer Carlsberg Stage por asuntos de patrocinio, contó con bandas nuevas y contemporáneas; los ingleses Headswin fueron los primeros en tocar, quienes en el mismo año habían debutado con Flood y luego lo hizo Cry of Love que promocionaban Brother de 1993. Más tarde se presentaron Biohazard en el marco de la gira de su tercera producción State of the World Address y Skin que habían debutado en 1994 con su álbum homónimo. Posteriormente tocó Terrorvision que promocionaban el disco How to Make Friends and Influence People y como banda líder del segundo escenario se presentó The Wildhearts que en 1993 lanzaron su trabajo debut Earth vs the Wildhearts. Por su parte, la primera banda en tocar en el escenario principal fue Pride and Glory que en 1994 publicaron su único álbum, seguido por Therapy? que presentaban su cuarta producción Troublegum y después lo hizo Pantera que meses antes habían lanzado Far Beyond Driven. Más tarde le siguieron Sepultura que en 1993 pusieron a la venta Chaos A.D.; los estadounidenses Extreme, que por votación de los lectores de Kerrang! ganaron el derecho de ser la segunda banda principal llamando incluso la atención de los propios productores. Ya al anochecer y como banda de cierre se presentó Aerosmith, que en 1993 habían lanzado Get a Grip.

#### Lista de bandas
A continuación el listado de las bandas que tocaron en la edición correspondiente, ordenados de la misma forma en que se presentaron, siendo la banda en negrita la que lideró el cartel.
| 4 de junio                                                   | 4 de junio                                                      |
| Escenario principal                                          | Escenario secundario                                            |
| ------------------------------------------------------------ | --------------------------------------------------------------- |
| Aerosmith Extreme Sepultura Pantera Therapy? Pride and Glory | The Wildhearts Terrorvision Skin Biohazard Cry of Love Headswin |

### Versión de 1995

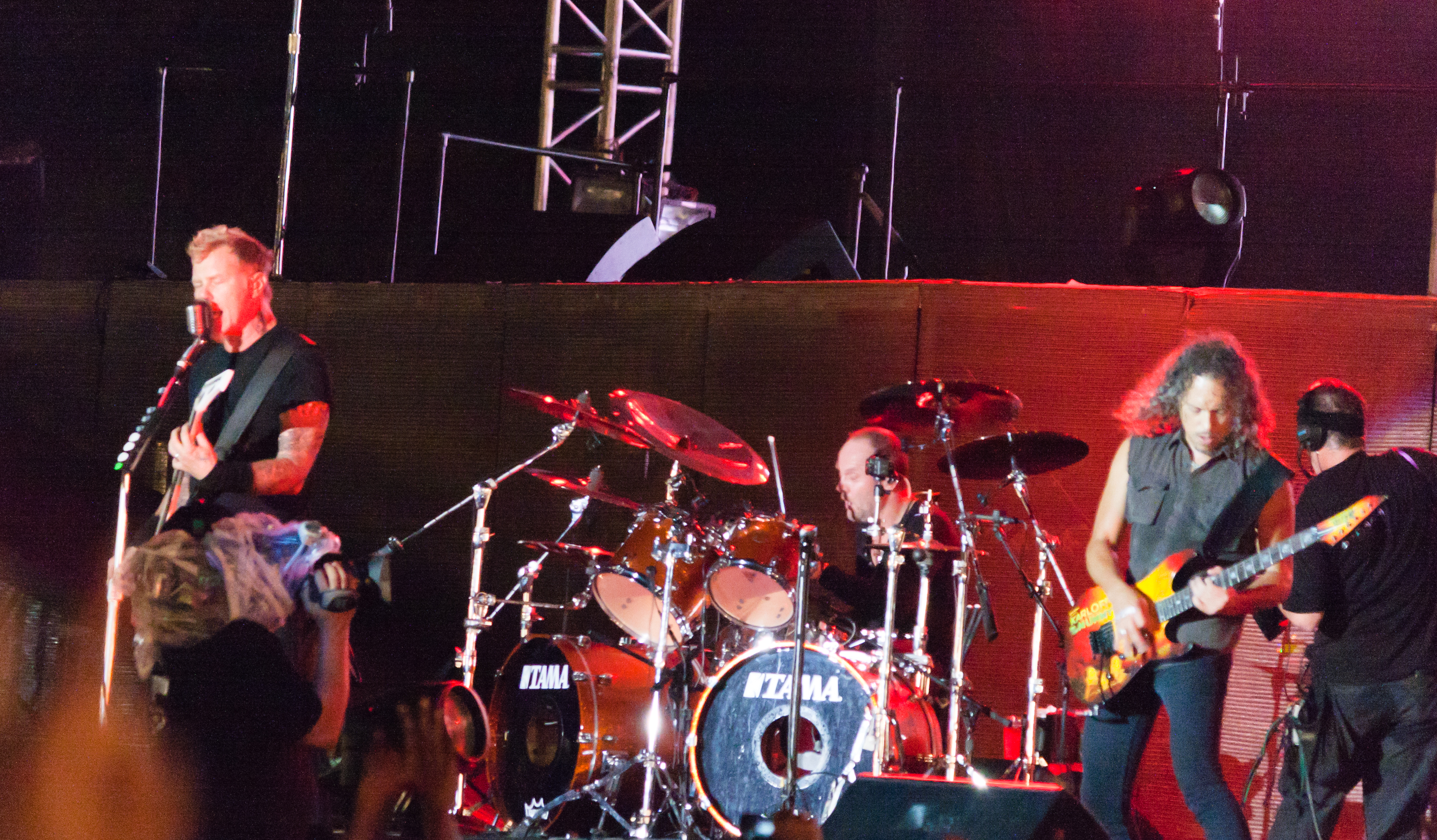
Luego de tres presentaciones en el Monsters of Rock (1985, 1987 y 1991), finalmente Metallica encabezó la versión de 1995

El sábado 26 de agosto se llevó a cabo la decimocuarta edición del festival. Las entradas costaban 26 libras esterlinas y solo se vendieron con anticipación, ya que al igual que en las ediciones anteriores no se habilitaron boleterías en el mismo día. La primera banda en tocar fue Corrosion of Conformity que en 1994 habían lanzado su cuarto disco Deliverance. Luego le siguió los estadounidenses Warrior Soul que promocionaban su álbum The Space Age Playboys; Machine Head que debutaron en 1994 con Burn My Eyes y White Zombie que en el mismo lanzaron su último trabajo Astro-Creep: 2000. Posteriormente fue el turno de Slash's Snakepit que meses antes publicaron su debut It's Five O'Clock Somewhere; Slayer que promocionaban Divine Intervention; Skid Row que en el mismo año habían lanzado al mercado su tercera producción Subhuman Race; Therapy? que también en 1995 publicó el disco Infernal Love y como banda de cierre se presentó Metallica.
A pesar de ser otra versión del festival, algunos críticos consideran que fue un concierto de Metallica con bandas invitadas, puesto que, para ser líderes de cartel la banda tuvo que hacer una pausa durante las grabaciones del disco Load. Por ello, el concierto fue promocionado con el título de Escape from the Studio '95, que de acuerdo Lars Ulrich lo consideró como «un rescate del Monsters of Rock» ante la baja popularidad de las ediciones previas.

#### Lista de bandas
A continuación el listado de las bandas que tocaron en la edición correspondiente, ordenados de la misma forma en que se presentaron, siendo la banda en negrita la que lideró el cartel.
| 26 de agosto |
| --- |
| Metallica Therapy? Skid Row Slayer Slash's Snakepit White Zombie Machine Head Warrior Soul Corrosion of Conformity |

### Versión de 1996

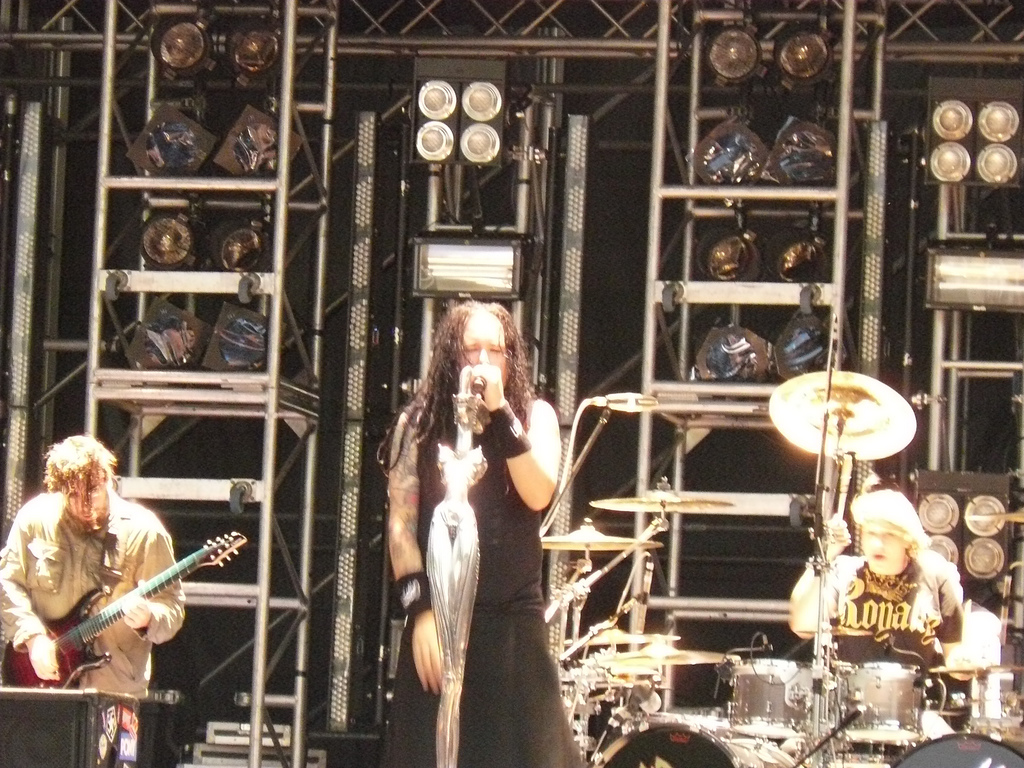
En la última edición del festival, Korn lideró el segundo escenario

El sábado 17 de agosto se llevó a cabo la decimoquinta y última edición del festival, en un formato de dos escenarios similar al realizado en 1994. Las entradas costaban 27 libras esterlinas y solo se vendieron con anticipación, ya que al igual que en las ediciones anteriores no se habilitaron boleterías en el mismo día. El segundo escenario, llamado Kerrang! Stage por asuntos de patrocinio, contó con bandas nuevas y emergentes; los ingleses Cecil fueron los primeros en tocar quienes en el mismo año debutaron con Bombar Diddlah, luego les siguió Honeycrack, que en el mismo también debutaron con Prozaic y 3 Colours Red, que hasta ese entonces aún no publicaban ningún álbum. Más tarde tocó Everclear que promocionaban su segunda producción Sparkle and Fade; Type O Negative que tres días después lanzaron October Rust y como líder del segundo escenario se presentó Korn, que en 1994 habían debutado con su álbum homónimo.
Por su parte, la primera agrupación en tocar en el escenario principal fue Fear Factory que promocionaban su segundo disco Demanufacture. Más tarde fue el turno de Paradise Lost que presentaban su quinto álbum Draconian Times; Dog Eat Dog que en el mismo año publicaron Play Games y Biohazard que meses antes lanzaron al mercado Mata Leão. Posteriormente fue el turno de Sepultura, que tuvieron que tocar como un trío ya que solo horas antes del show Max Cavalera tuvo que dejar el recinto al enterarse de que su hijastro Dana Wells había fallecido en un accidente automovilístico. Para el final del concierto ocurrió un hecho inédito en la historia del festival, ya que por primera y única vez dos bandas fueron líderes de cartel; Kiss y Ozzy Osbourne. Cabe señalar que la banda estadounidense tocó con su formación original y con su característico maquillaje.

#### Lista de bandas
A continuación el listado de las bandas que tocaron en la edición correspondiente, ordenados de la misma forma en que se presentaron, siendo la banda en negrita la que lideró el cartel.
| 17 de agosto                                                                    | 17 de agosto                                                  |
| Escenario principal                                                             | Escenario secundario                                          |
| ------------------------------------------------------------------------------- | ------------------------------------------------------------- |
| Kiss y Ozzy Osbourne Sepultura Biohazard Dog Eat Dog Paradise Lost Fear Factory | Korn Type O Negative Everclear 3 Colours Red Honeycrack Cecil |